# ALIVE 最終進化少年
《ALIVE 最終進化少年》（日語：アライブ-最終進化的少年-）是日本漫畫家安達渡嘉的漫畫作品，原作河島正。原于2008年六月宣布将改編為电视动画，但因動畫製作公司GONZO经营不善退市而导致此計畫中止。

## 概要
於講談社的漫畫雜誌「月刊少年Magazine」上連載，由2003年開始連載至2010年。日本版單行本以少年雜誌KC由講談社出版，香港中文版由天下出版社出版，台灣中文版由東立出版。本作品是以「如果瘋狂的現代人是擁有特殊能力……」來描寫現代人瘋狂本能的科幻作品。加入許多殺人與自殺，生與死等哲學。初時知名度低，但現在單行本全部售罄顯示受到讀者歡迎。

## 劇情簡介
- 第1部：北海道篇與描寫數月後的短篇故事「Intermission」。一共9冊。
- 第2部：第1部的2年後，人們對連續自殺事件的記憶漸漸遺忘，每天保持著虛假的平靜……。一共12册。

### 第1部
故事舞台為日本的中心—東京。年幼時雙親因交通意外身亡的葉太輔、任教自己高中的姊姊葉陽子、青梅竹馬的落合惠與好友廣瀨雄一一起過著普通的高中生活。
某一日，太輔覺得有「什麼」落在自己上。當天回家途中，看到一位帶著笑容的少女從自己眼前跳樓自殺。在自殺的一瞬間，太輔突然感到死亡令他羨慕。這種感覺不僅是自己感覺到，在全日本，甚至全世界，都同時發生連續的自殺事件，被稱為「惡夢一週」的那天，故事開始了。

### 第2部
在湖邊的死鬥中，葉太輔和與惡路的心臟熔合一起的廣瀨一同掉進熔岩中。惡路的心臟、廣瀨和太輔在岩漿中消滅，並阻止了世界的滅亡。然後2年後···人們開始忘記在惡夢一週中產生出來的能力者的存在。勇太和楠都成長了，並回到原來的生活，可是某天他們感到應該與廣瀨一起消滅了惡路的心臟的跳動。2人每天都感到不安，認為惡夢的日子還未完結，世界只保持著虛假的和平。
就在一位轉校到勇太學校的轉校生，打破他們2人的不安，這位轉校生手塚葵告訴勇太太輔還活著的消息，當勇太知道後便前往手塚家。另一方面，日本美軍開始發生了不穩的狀態，自認為令小春死去的而被絕望和罪惡感打垮的記者雨宮，遇見日本美軍的告密者，並知道美軍的計劃。那是利用「Living Rock」—那個應與太輔和廣瀨一起埋葬那個「惡路的心臟」的軍事計劃……

## 登場角色

### 主要角色
葉太輔（Taisuke Kanou）
故事主角，16歲的高中1年級生。和廣瀨雄一、落合惠是青梅竹馬，和年紀相隔許多的姐姐兩人一起生活，因為只與姐姐生活，所以擅長家務，在漫畫第6冊中顯示他做飯也非常了得。在雙親開車的時候令空罐滾到了踏板下導致父母喪生，因此對雙親抱持著深深的罪惡感，變得相當暴戾，在迷失自我的時候因為廣瀨的支持，而漸漸能夠面對過去，認為不論被他人如何戲弄都無動於衷的廣瀨很厲害，視廣瀨為恩人，抱持著感激和崇拜的感情一直為他挺身而出。
認為世界上沒有人是不可原諒的存在，卻無法原諒自己，一路走來幫助了許多人，也給了楠奈美和瀧沢勇太生存的希望，在自殺病毒來到地球並經歷「惡夢一週」後，他的體能提高而且學會了把鐵也能溶化的特殊能力「熱」。到了第1部尾聲，他才知道自己的本來的能力是「再生和死滅」，而「熱」只是能力的副作用。和廣瀨訴說真正的想法後，與廣瀨一同在熔岩中消失。
在第2部開始時，他失去消息並失去記憶，與手塚一家一起生活，在見到陽子後恢復記憶，由於兩年來天天和純練習武術，對自己的能力也更加熟悉。由於他通過心臟看到的是因自己而死去的父母，因此能夠拒絕心臟的誘惑。被手塚由紀惠視為心臟的容器，希望利用自己的生命讓太輔和心臟永遠沉睡。
通過禦靈得到了"心臟的碎片"獲的了看見人類心中的傷痛的能力，在最終決戰中打敗廣瀨但失去了左手，在手塚伶要殺死廣瀨的時候說要親自殺了廣瀨卻下不了手，最後目送了廣瀨和禦靈成為精神體前往宇宙並失去能力。在結局中正在進行廚師的修行。
廣瀨雄一（Yuichi Hirose）
16歲的高中一年級生。和葉太輔、落合惠是青梅竹馬。對惠抱持著一種憧憬和不想輸給太輔的微妙情愫，個性溫和，即使受到暴力和奚落也不會反擊，因此從小就受到同儕嚴重的欺負，受到葉太輔的保護，視太輔為真正的朋友和目標，卻又對太輔抱持自卑矛盾感情，夢想是希望可以用永遠和太輔還有惠一直在一起，自殺病毒來到地球並經歷「惡夢一週」後母親自殺，並得到了「無」的能力，意外殺死了欺負他的學生，被警察逮捕後受到勝又的洗腦，將內心殘虐和敵意表現出來，跟太輔戰鬥後綁架了惠。
因為勝又將他視為心臟的容器，不斷的加深廣瀨內心的洞，使的他開始否定自己和整個世界，殺了橘春香後得到了"惡路的心臟"獲得了足以輕鬆移平山嶺，否定世界的力量，也失去了實體，成為了真正的「無」，想要殺死全世界的人。
在第一部結尾後，聽到了太輔的心聲產生了「一個人」和「想跟朋友在一起」的矛盾願望。在第2部再度覺醒後，隨著自我的矛盾及更加的崩壞，外型完全失去了人形，能力也進一步的提升，在殺死手塚由紀惠後取得了"心臟的碎片"開始對全世界進行無差別的屠殺。
即使心臟被取出也保有強大的力量，在戰鬥結束後消除了美軍發射得核導彈產生的爆炸，向禦靈請求赦免成為了精神生命體踏上了旅途。
落合惠（Megumi Ochiai）
16歲的高中一年級生。和葉太輔、廣瀨雄一是青梅竹馬。在廣瀨成為能力者後被其綁架，北海道事件後被勝又洗腦綁架作為廣瀨與心臟成長的誘餌。北海道戰後被勝又帶去美國。2年後留了一頭長捲髮。被勝又軟禁期間負責照料御靈。最終話與太輔同住。
瀧沢勇太（Yuta Takizawa）
9歲的小學3年級生。太輔最初遇見的同伴。在「惡夢一週」中，與母親一起感染病毒，並在眼前看著母親自殺，父親也因此懼怕責怪並遠離他。因爲思念而把初見的稜當成母親一樣並打算綁架她。擁有任意隔絕空間的能力「隔離」，雖然是小孩，但精神上像一個大人，也非常聰明，有時會像個小惡魔般取笑太輔。
北海道一戰時遵守與太輔的約定拋下他帶著奈美逃走。結束旅行的2年後，是一個11歲的小學5年級生，很受班上女生歡迎。與爺爺奶奶生活，住在太輔家的附近，常常會去陪伴失去太輔的陽子。在手塚家的幫助下再次見到太輔，是太輔第一個回想起來的人。最終戰協助太輔和廣瀨戰鬥。曾為了安慰葵，獨自幫她找回了媽媽送的鞋子，對於葵喜歡太輔而有些嫉妒太輔。
生日：11月7日，星座：天蠍座，血型：B型
楠奈美（Nami Kusunoki）
15歲的初中3年級女學生，有著一頭黑色長直髮。在「惡夢一週」中感染得到「冰爪」的能力。因弟弟悟被華音殺死，為了替弟弟報仇到處追擊能力者，與太輔相遇後一起北上旅行，在北海道一戰後負傷並和勇太一起逃走。家裡是一個教護身術的道場，年幼時喜愛武術。把能力和武術混合併用，戰鬥力相當強。但是不擅長做飯。第2部現在，是一個17歲的高中2年級生，擅長體育，臉蛋和身材很漂亮，是學校後輩憧憬的對象，每年會和勇太一起陪伴陽子為太輔慶生。再見到太輔時是第一個衝上去關心他的人。在故事後期逐漸喜歡上太輔，會在意太輔和小惠的關係。最終戰時一同參與對廣瀨的戰鬥。在太輔打算與廣瀨搏命時想勸阻他而向他告白，但被太輔拒絕。結局時燙了和小惠一樣的捲髮。

### 御靈及勝又一派
御靈
勝又重喜
廣瀨「高中生屠殺事件」的承辦警官。為「心臟碎片」的持有者，負責喚醒心臟。廣瀨被捕時利用洗腦的能力讓廣瀨逐漸成長為「心臟」的容器，並且在北海道集結許多能力者作為心臟甦醒的道具。然而廣瀨取得心臟後卻失控被太輔用能力封印，因此再度綁架小惠後帶著御靈在美國等待時機讓廣瀨醒來。表面上對御靈忠心，實際上是為了讓廣瀨取得心臟後成長，使其和御靈結合後自滅以拯救人類，然而廣瀨卻始終無法如預期般成為破壞御靈的存在。在親眼目睹目的失敗後，被倒落的建築物所壓死。
由良匠
太輔遇到的第一個能力者，總是穿著一身連身工作服的邋遢男人。能力是可以產生內含高壓空氣的泡泡並任意控制引爆，其爆炸威力猶如小型炸彈。身體柔軟度與平衡感極好，喜歡畫畫和吃甜點。起初視普通人為垃圾般恣意殺害，在心臟甦醒後用能力炸斷左手，但因求生渴望並未自殺。逃離北海道後被人收留2年，迷茫之際決定再次去找尋心臟。跟隨著心臟的波動到了美國遇見被勝又帶來的小惠，但不願再次被利用而離去。在打撈「心臟」作戰時路過，出手救下倒地的奈美與被馬格發索挾持的太輔等人。後參與進了奪回小葵的計劃與D2對戰，將其擊殺後亦被擊落入海中。本被伶救起卻故意攻擊逼迫勇太解除隔離使心臟甦醒。最終在海中接觸心臟的一刻，被甦醒的廣瀨爆發的能力吞噬消失。
森尾健一郎
勝又派去追殺太輔的能力者，能力是能控制風來飛行和產生鐮風來攻擊。突襲太輔和勇太時被兩人利用煙幕和能力者感應而誤判，導致被太輔近身接觸燙傷了左臉且無法癒合，因此一直懷恨在心。在「AKURO的心臟」回收時因麻生介入而再度被太輔打倒。在心臟甦醒時，回憶起自己的夢想後用鐮風自殺死亡。
岡田剛
外表是個御宅族，能力為「死神的約定」。任何答應他約定的人一旦違反約定，就會被其他人都看不見的死神殺死。弱點是能力對其他能力者無效，對象被勇太「隔離」亦會無效。討厭出手救弱者的正義行為，認為只是在滿足虛榮心。在心臟甦醒後，坦承仍喜歡著初戀後被其能力死神所殺。
御館華音
外表是一頭紅髮的可愛辣妹。在「惡夢一周」中殺死奈美弟弟悟的兇手。能力為「音波」，能引爆任何金屬物體，但無法引爆被人體包覆的金屬。過去曾因外表不揚而被取笑，整形後養成了極度任性與自我中心的性格。「AKURO的心臟」回收時與奈美一戰落敗而前去搶奪甦醒的心臟，力量一度得到大幅提升，後因身體無法承受心臟的力量破滅而亡。
麻生英雄
勝又一派的能力者，一名孤兒院的牧師，能力為石化，能將碰觸的物體化為石頭。懂得體術。和小論一起行動，寄住到春花家被太輔一行人擊敗後帶領他們到勝又的所在地。原先不欲戰鬥，被勝又洗腦強制參戰作為輔助心臟甦醒的道具。心臟甦醒後用能力將自己石化自殺死亡。
長谷川論
麻生所在孤兒院的孤兒。身體能有如液體般變成任意形狀的能力。個性天真，因孤單所以喜歡找人玩耍。原本與麻生一同加入勝又，在「AKURO的心臟」甦醒後是少數存活下來的能力者之一，之後和雨宮及小田待在一起協助調查心臟去向。
米格列
2年後加入勝又一派的能力者，是個豪爽開朗的美國大漢。曾遠赴日本帶著小惠的手信交給太輔。能力是「重力」，能自由改變物體的重量。被勝又洗腦與路德加一同去捕捉甦醒後逃跑的廣瀨，被廣瀨削掉大半個身體傷重死亡。
漢
2年後加入勝又一派的能力者，擁有搶奪別人身體、記憶和技能的能力。原來的身體是一名長期臥病在床無法行動的女演員。初登場時在勝又的指示下附身潛入運送「心臟」的艦艇上，在搶奪D3的身體後用炸藥引發「心臟」的暴走使其沉入海中。而後聽聞馬格發索欲劫持「詩人」的計劃，擔心身份被「詩人」曝光故私自行動帶走「詩人」。然而卻早一步被馬格發索識破，在小隊圍捕下被馬格發索一刀刺殺死亡。
路德加
2年後加入勝又一派的能力者。披著連帽風衣的長髮男子。可以使用「複製」拷貝能力者的能力。在打撈心臟作戰時出現和奈美打得兩敗俱傷。與米格列被勝又洗腦捕捉逃跑的廣瀨失敗但生還。到日本找勝又復仇時告訴其利用廣瀨的計劃即將失敗並將他刺傷。故事末活了下來變回普通人。

### 手塚家
手塚由紀惠（Yukie Tedzuka）
手塚家的母親，與勝又同為「心臟碎片」的持有者。原本是個漂泊不戀家的失格母親，生下了7個父親都不同的孩子。得到心臟碎片後才開始關愛孩子們。在北海道救下了與廣瀨戰鬥重傷的太輔，為了與孩子繼續生活，想要阻止勝又將「心臟」交給御靈，因而想利用太輔的能力和生命將「心臟」完全封印。當小葵被綁架時，運用能力控制許多人來扭轉戰局。然而最終封印失敗，被廣瀨刺穿心臟奪去碎片死亡。
手塚伶（Rei Tedzuka）
手塚家的長男，非能力者，喜歡抽菸。討厭母親以前總是不顧孩子離家，作為最年長的人擔當起家裡的支柱。雖然沒有能力，但在作戰中是負責指揮的核心，也會使用槍械。
手塚純（Jun Tedzuka）
手塚家的次男，依母親委託負責監視奈美。能力者，擁有放電的能力，也受過體術訓練，能輕易抓住用能力的葵。雖然外表看似冷酷寡言，實際上是個有戀母情結且不善說話害羞的人。教導太輔體術，在作戰中常負責破壞電力和誘敵。在最終戰參與協助太輔和廣瀨戰鬥。
手塚杏（Anzu Tedzuka）
手塚家的長女，非能力者。有著媲美父親的電腦技術，負責網絡情蒐與調查。和雨宮小姐一起用網站揭發能力者真相。
手塚葵（Aoi Tedzuka）
手塚家的次女，拿下眼鏡時是個可愛的女孩。受母親所託轉學到勇太班上監視勇太。能力者，可以用超高速度移動。親近太輔，對於勇太兩年前丟下太輔一事不開心而拒絕讓勇太等人見太輔。自小渴望母親的關愛，因此非常珍惜媽媽送的鞋子，即便舊了也不願意丟。在打撈心臟作戰時大意被擒，經詩人洗腦作為誘餌。被母親救回後因親眼目睹母親死亡而一度失意，在勇太找回其鞋子後才終於落淚大哭。對勇太有些許好感但不願承認。在最終戰時，救下差點被廣瀨殺掉得太輔。

### 美國
馬格發索
美國陸軍軍曹，神情冷酷、身形削瘦的男子，特徵是有如削掉般扁平的鼻子，是被父親家暴打的舊傷。負責基地內保衛「心臟」的任務。善用刀械作戰。性格冷靜聰明，執行任務完全不帶個人情感，即便是犧牲同袍亦是。曾於任務中殺掉化為能力者而大肆屠殺的部下，為此還坐過牢。但在打撈平台因廣瀨破壞垮落時，為救D4而全身重傷入院，治療時被荷拿託人把鼻子也順便做起來。之後便與D4退出了奪回心臟的任務。後以克萊的身份偷偷將軍事基地內的照片洩漏給雨宮。
D2
馬格發索小隊成員，代號「D2」，本名「卡爾．艾特納」，總是面帶微笑，喜愛開玩笑的帥氣青年。擁有非常高超的槍法。在太輔等人奪回小葵作戰時一度將由良逼入絕境，卻被由良用計反將一軍炸斷右手。死前仍奮力用左手舉槍將由良擊落海中,最終被炸得僅剩左手。
D3
馬格發索小隊成員，代號「D3」，理著平頭身型魁梧的壯漢。負責隊內爆破相關的工作。在運送「心臟」的艦艇上被漢奪取身體死亡。
D4
馬格發索小隊成員，代號「D4」，外貌嬌小的少女。年幼時曾是大使館恐怖攻擊下的倖存者，後被軍曹收留訓練為小隊成員。有著極高的動態視力和身體能力，能完全閃避子彈和敵人攻擊。視馬格發索為其恩人，在奪回小葵作戰時被奈美以雪花戰術使其迴避本能失靈而落敗。與軍曹一同退出任務。
佳魯．荷拿
美軍博士，負責研究被回收的廣瀨與心臟，對於能力者的秘密有極度興趣的瘋狂人士。
丹．福里德金
外號「詩人」，擁有「心臟碎片」的青年。因懼怕為御靈奉獻生命而求助於美軍庇護，並供出能力者的存在和心臟的訊息給政府。2年間持續關在保護室內，拒絕與女人外的任何人見面。會不自覺道出見到的人的內心黑暗過往。曾協助洗腦小葵。在廣瀨甦醒逃跑後，於保護室內被闖入的御靈拿走心臟碎片後死亡。

### 其他
葉陽子（Youko Kanou）
太輔的姊姊，保健室的校醫。個性堅強，獨自代替父母扶養太輔長大。在太輔失蹤後感到非常失落難過，但每年仍然邀勇太、奈美和稜姐一同為太輔慶生。再見到失憶的太輔時，在她嚴厲的責罵一番後讓太輔完全恢復了記憶。
稜
太輔北上時幫助他的貨卡司機大姊，有個非常恩愛的老公和女兒。被勇太困住時安慰了失去母親的勇太，並時常寫信和他通信。曾經是個暴走族，有時會不小心做出習慣動作。在最終戰時協助集結民眾，阻止美國發射核彈。
三咲清光
太輔和勇太北上路途中，在神社遇見的眼盲老爺爺。其能力「千里眼」可以看見碰觸到的人的過去和未來。在看見太輔的未來後告誡他即將要面對殘酷的未來，必須慎重地做出選擇。在廣瀨與心臟結合後從階梯上跌下自殺身亡。
宇都宮芳勝
芳照與玲的父親，勝又在警校的同僚，能力為「幻覺」。雖然愛著家人但明白他們未來只有一死，因此打算用能力讓家人在快樂的回憶中死去。在殺死太太後一路追殺逃跑的芳照和玲，最終在太輔的點醒下，留下與妻子雙亡的記憶給孩子後落下吊橋自盡。
橘春花
北海道牧場民宿的老闆女兒，收留了大雨路過的太輔一行人。在他們的幫助下救回走失的愛馬。在「AKURO的心臟」回收時及時阻止了被洗腦的麻生與失控的太輔打鬥，與太輔談笑時被廣瀨誤認為惠的幻影而被其用能力一擊吞噬消失。
雨宮今日子
週刊雜誌女記者，熱衷追查集體自殺的真相，因而被捲入太輔等能力者的事件中。因自己的好奇心導致春花的死而一度放棄報導，但2年間仍決心完成真相的調查。因調查「AKURO的心臟」去向險些被美軍刺殺，而後躲在手塚家一同做後續的情蒐與追查來幫助太輔等人。
小田正志
雨宮的助手，膽小怕事，總是勸雨宮不要去碰危險的事。對美女沒有抵抗力。
楠悟
奈美的弟弟。自小因身體不佳而住院，但內心一直想分擔姊姊繼承家裡道館的壓力。「惡夢一週」時為了買禮物給奈美而偷跑出醫院，卻與不知情的奈美吵架，在跑開後因撞到華音而被她引爆車輛殺死。他的死亡造就了奈美開始追殺能力者。遺留的禮物髮帶也成了奈美最珍惜的護身符。

## 出版書籍
| 卷數 | 講談社         | 講談社                                        | 東立出版社     | 東立出版社             | 天下出版       | 天下出版               |
| 卷數 | 發售日期       | ISBN                                          | 發售日期       | ISBN                   | 發售日期       | ISBN                   |
| ---- | -------------- | --------------------------------------------- | -------------- | ---------------------- | -------------- | ---------------------- |
| 1    | 2003年11月17日 | ISBN 978-4-06-333914-7                        | 2005年3月7日   | ISBN 986-11-5761-1     | 2005年6月10日  | ISBN 988-207-503-7     |
| 2    | 2003年12月17日 | ISBN 978-4-06-333917-8                        | 2005年3月7日   | ISBN 986-11-5762-X     | 2005年6月14日  | ISBN 988-207-504-5     |
| 3    | 2004年6月17日  | ISBN 978-4-06-333936-9                        | 2005年4月15日  | ISBN 986-11-6164-3     | 2005年6月23日  | ISBN 988-207-505-3     |
| 4    | 2004年10月15日 | ISBN 978-4-06-370960-5                        | 2005年4月15日  | ISBN 986-11-6165-1     | 2005年6月30日  | ISBN 988-207-506-1     |
| 5    | 2005年2月17日  | ISBN 978-4-06-370976-6                        | 2005年9月13日  | ISBN 986-11-6641-6     | 2005年7月7日   | ISBN 988-207-507-X     |
| 6    | 2005年6月17日  | ISBN 978-4-06-370996-4                        | 2005年10月18日 | ISBN 986-11-7344-7     | 2005年9月8日   | ISBN 988-207-583-5     |
| 7    | 2005年10月17日 | ISBN 978-4-06-371013-7                        | 2006年2月27日  | ISBN 986-11-7777-9     | 2005年12月15日 | ISBN 988-207-637-8     |
| 8    | 2006年2月16日  | ISBN 978-4-06-371029-8                        | 2006年5月12日  | ISBN 986-11-8231-4     | 2006年3月25日  | ISBN 988-207-794-3     |
| 9    | 2006年6月16日  | ISBN 978-4-06-371050-2                        | 2006年9月20日  | ISBN 986-11-8762-6     | 2006年8月5日   | ISBN 988-215-072-1     |
| 10   | 2006年10月17日 | ISBN 978-4-06-371064-9                        | 2007年1月23日  | ISBN 978-986-11-9169-0 | 2006年12月2日  | ISBN 988-215-193-0     |
| 11   | 2007年2月16日  | ISBN 978-4-06-371080-9                        | 2007年8月13日  | ISBN 978-986-11-9679-4 | 2007年4月19日  | ISBN 978-988-215-308-0 |
| 12   | 2007年6月15日  | ISBN 978-4-06-371094-6                        | 2007年8月24日  | ISBN 978-986-10-0263-7 | 2007年8月23日  | ISBN 978-988-215-415-5 |
| 13   | 2007年10月17日 | ISBN 978-4-06-371114-1                        | 2008年1月2日   | ISBN 978-986-10-0834-9 | 2007年12月17日 | ISBN 978-988-215-528-2 |
| 14   | 2008年2月15日  | ISBN 978-4-06-371128-8                        | 2008年5月7日   | ISBN 978-986-10-1493-7 | 2008年5月16日  | ISBN 978-988-215-679-1 |
| 15   | 2008年6月17日  | ISBN 978-4-06-371155-4                        | 2009年1月20日  | ISBN 978-986-10-2070-9 | 2008年9月9日   | ISBN 978-988-215-751-4 |
| 16   | 2008年10月17日 | ISBN 978-4-06-371162-2                        | 2009年4月21日  | ISBN 978-986-10-2708-1 | 2009年4月8日   | ISBN 978-988-215-861-0 |
| 17   | 2009年2月17日  | ISBN 978-4-06-371182-0                        | 2009年5月21日  | ISBN 978-986-10-3373-0 | 2009年5月21日  | ISBN 978-988-215-960-0 |
| 18   | 2009年6月17日  | ISBN 978-4-06-371198-1 ISBN 978-4-06-362146-4 | 2009年11月16日 | ISBN 978-986-10-3960-2 | 2009年8月29日  | ISBN 978-988-8029-36-5 |
| 19   | 2009年10月16日 | ISBN 978-4-06-371211-7                        | 2010年2月4日   | ISBN 978-986-10-4658-7 | 2009年12月18日 | ISBN 978-988-8030-37-8 |
| 20   | 2010年2月17日  | ISBN 978-4-06-371229-2                        | 2010年5月7日   | ISBN 978-986-10-5343-1 | 2010年5月10日  | ISBN 978-988-8031-32-0 |
| 21   | 2010年5月17日  | ISBN 978-4-06-371239-1                        | 2010年10月7日  | ISBN 978-986-10-5768-2 | 2010年8月4日   | ISBN 978-988-8032-33-4 |

新裝版
| 卷數 | 講談社         | 講談社                 |
| 卷數 | 發售日期       | ISBN                   |
| ---- | -------------- | ---------------------- |
| 1    | 2015年11月17日 | ISBN 978-4-06-392503-6 |
| 2    | 2016年3月17日  | ISBN 978-4-06-392522-7 |
| 3    | 2016年7月15日  | ISBN 978-4-06-392534-0 |
| 4    | 2017年2月17日  | ISBN 978-4-06-392570-8 |
| 5    | 2018年8月17日  | ISBN 978-4-06-512356-0 |
| 6    | 2019年2月15日  | ISBN 978-4-06-514493-0 |
| 7    | 2019年2月15日  | ISBN 978-4-06-514494-7 |

## 外部連結
- （日語）
- （日語）月刊少年Magazine官方網站
- （日語）原作・河島正官方網站（页面存档备份，存于）